# Catatrama
Catatrama is een geslacht van schimmels behorend tot de familie Amanitaceae.

## Soorten
Volgens Index Fungorum telt het geslacht twee soorten (peildatum oktober 2020):
| Soortnaam               | Auteur(s)                                    | Publicatiejaar |
| ----------------------- | -------------------------------------------- | -------------- |
| Catatrama costaricensis | Franco-Mol.                                  | 1991           |
| Catatrama indica        | C.K. Pradeep, Zhu L. Yang, Q. Cai & Y.Y. Cui | 2018           |

'